# Маслова, Дарья Владимировна
Дарья Владимировна Маслова (род. 6 мая 1995) — киргизская легкоатлетка , специализирующаяся в беге на длинные дистанции, мастер спорта Киргизской Республики международного класса.

## Карьера
Дарья родилась на Иссык-Куле в поселке Пристань-Пржевальск. В Бишкек приехала получать высшее спортивное образование в Кыргызской государственной академии физической культуры. Здесь начинает заниматься лёгкой атлетикой. Тренируется у Татьяны Викторовны и Виктора Фёдоровича Борисовых. Ей принадлежит юниорский рекорд республики в беге на 5000 метров. Двукратная победительница юношеского чемпионата Азии. Бронзовый призёр чемпионата Азии. Бронзовый призёр Универсиады.
Обладатель путёвки на Олимпиаду-2016 в Рио-де-Жанейро в беге на 10000 метров, которую завоевала на открытом чемпионате Узбекистана, финишировав второй с результатом 32:14,33 мин.
2 октября 2021 года объявила о завершении карьеры через социальные сети 

## Основные соревнования
| Год  | Соревнование                 | Место проведения | Место | Дисциплина | Результат |
| ---- | ---------------------------- | ---------------- | ----- | ---------- | --------- |
| 2014 | Чемпионат Азии среди юниоров | Тайбэй           | 1     | 3000 м     | 9:16,23   |
| 2014 | Чемпионат Азии среди юниоров | Тайбэй           | 1     | 5000 м     | 16:18,35  |
| 2014 | Чемпионат мира среди юниоров | Юджин            | 14    | 3000 м     | 9:30,28   |
| 2014 | Чемпионат мира среди юниоров | Юджин            | 10    | 5000 м     | 16:07,58  |
| 2014 | Азиатские игры               | Инчхон           | 9     | 5000 м     | 15:47,17  |
| 2015 | Чемпионат Азии               | Ухань            | 3     | 5000 м     | 15:42,82  |
| 2015 | Универсиада                  | Кванджу          | 3     | 5000 м     | 16:04,09  |
| 2016 | Олимпийские игры             | Рио-де-Жанейро   | 19    | 10 000 м   | 31:36,90  |
| 2017 | Чемпионат Азии               | Бхубанешвар      | 1     | 10 000 м   | 32:21.21  |
| 2017 | Чемпионат Азии               | Бхубанешвар      | 1     | 5 000 м    | 15:57.95  |
| 2018 | Летние Азиатские игры        | Джакарта         | 1     | 10 000 м   | 32:07.23  |
| 2018 | Летние Азиатские игры        | Джакарта         | 2     | 5 000 м    | 15:30.57  |